# Gedächtnis der Nation
Gedächtnis der Nation ist ein Projekt, ins Leben gerufen vom Verein Unsere Geschichte. Das Gedächtnis der Nation e. V., wobei die Erinnerungen der Menschen in Deutschland aufgezeichnet und archiviert werden. Die Vorsitzenden des Vereins waren Guido Knopp und Hans-Ulrich Jörges. Inzwischen ist das Projekt an die Stiftung Haus der Geschichte der Bundesrepublik Deutschland übergegangen und in ihr Zeitzeugenportal integriert.

## Geschichte
Im Jahr 1998 startete das ZDF eine Sammlung von Interviews mit Menschen über deren Erlebnisse im 20. Jahrhundert. Dabei fuhr ein „Jahrhundertbus“ durch Deutschland, um die Menschen direkt zu erreichen. Etwa 6000 Aufzeichnungen von Gesprächen bilden die Grundlage der Arbeit des 2006 von Guido Knopp und Hans-Ulrich Jörges gegründeten Vereins Unsere Geschichte. Das Gedächtnis der Nation. Als Auslöser für die Gründung nennt Jörges die Dokumentation von Erinnerungen von Holocaust-Überlebenden durch die Shoah Foundation.
Seit Oktober 2011 ist erneut ein als TV-Studio eingerichteter „Jahrhundertbus“ unterwegs, um die deutsche Geschichte in Form von Video-Interviews mit Zeitzeugen aufzuzeichnen und im Internet für nachfolgende Generationen, insbesondere für Schulen und Universitäten, dauerhaft aufzubewahren. Das Portal startete am 6. Oktober 2011. Zunächst war Christian Wulff Schirmherr des Projekts, dann Joachim Gauck. Der Kulturstaatsminister a. D. Bernd Neumann war Vorsitzender des Kuratoriums.

## Partner des Projekts
Das Projekt wird von mehreren Unterstützern gefördert. So sind die Daimler AG, die Bertelsmann AG (gemeinsam mit den Konzerntöchtern Gruner + Jahr und stern), Google (mit der Tochter YouTube), die Robert Bosch Stiftung und das ZDF aktiv. Auch P.M. History berichtet über Themen des Portals.

## Kritik
Das Projekt wurde vom Historiker Norbert Frei negativ kritisiert, denn es werde hier „Erinnerung eigentlich geformt und nicht abgefragt, nicht konserviert“.